# Barker (hrabstwo Niagara)
Barker – wieś w Stanach Zjednoczonych, w stanie Nowy Jork, w hrabstwie Niagara.